# Ewa Demarczyková
Ewa Maria Demarczyková (16. ledna 1941, Krakov – 14. srpna 2020 Krakov) byla polská zpěvačka, významná představitelka šansonu a zpívané poezie.

## Biografie
Počátkem šedesátých let vystupovala jako studentka herectví v populárních krakovských klubech Cyrulik a Piwnica pod Baranami. Spolupracovala se skladatelem Zygmuntem Koniecznym, který napsal hudbu k jejím největším hitům Karuzela z madonnami (českou verzi nazpívala Hana Hegerová jako Madony na kolotoči) a Czarne anioły. V roce 1963 získala první cenu na hudebním festivalu v Opolí a na mezinárodním Sopotském festivalu o rok později byla druhá v kategorii zpěvaček. Úspěšně vystupovala také mimo Polsko (např. Carnegie Hall, pařížská Olympia).
Její nahrávky použil Jerzy Skolimowski ve svém filmu Bariéra (1966). Vydala tři dlouhohrající desky: Ewa Demarczyk śpiewa piosenki Zygmunta Koniecznego (1967), Ewa Demarczyk (1974) a Live (1982). Ve svém repertoáru má zhudebněné texty polských (Julian Tuwim, Miron Bialoszewski) i světových básníků (Osip Mandelštam).
V roce 1977 obdržela Řád čestné legie a v roce 1979 Řád Polonia Restituta. V letech 1986—2000 provozovala vlastní hudební divadlo Teatr Ewy Demarczyk.